# Oblegovalna naprava
Oblegovalna naprava je naprava / stroj, ki je zasnovana za razbijanje ali obhod težkih grajskih vrat, debelega mestnega obzidja in drugih fortifikacij med obleganjem v spopadih. Nekatere so nepremične, zgrajeni tako, da napadajo sovražne utrdbe od daleč, druge pa imajo kolesa, ki omogočajo napredovanje do sovražnikove utrdbe. Obstaja veliko različnih vrst, kot je oblegovalni stolp, ki omogoča napadalcem, da premagajo višino zidov in napadajo branilce, oblegovalni oven za razbijanje zidov ali vrat in katapult (na primer balista, tribok in druge podobne konstrukcije), ki so se uporabljale za napad od daleč in so z njimi metali razne izstrelke. Nekatere kompleksne oblegovalne naprave so bile kombinacije teh vrst.
Oblegovalne naprave so dokaj velike konstrukcije - od velikosti majhne hiše do velike zgradbe. Od antike pa vse do razvoja smodnika so bile v veliki meri narejene iz lesa, pri čemer so pri vezavi uporabljali vrvi ali usnje, morda z nekaj kovine na ključnih točkah napetosti. Lahko so izstrelili enostavne izstrelke iz naravnih materialov za nabiranje sile s tenzijo, torzijo ali v primeru triboka, človeške moči ali protiuteži skupaj z mehansko učinkovitostjo. Z razvojem smodnika in izboljšano metalurgijo so primarne oblegovalne naprave postale bombarda in pozneje težko topništvo.
Oblegovalne naprave ali topništvo skupaj s potrebnimi vojaki, bojnimi inženirci, strelivom in transportnimi vozili za obleganje se imenujejo oblegalna vojska. 

## Antične oblegovalne naprave

### Od Asirije do Rimskega cesarstva
Zdi se, da so bile najzgodnejše oblegovalne naprave preprosti premični pokriti stolpi, ki so se uporabljajo za kritje pri napredovanju do obzidja branilcev v povezavi z lestvami, in so upodobljene v Srednjem egipčanskem kraljestvu. Asirci so uporabljali napredne oblegovalne naprave, vključno z ovni, ki jim je sledili katapulti v antični Grčiji. Špartanci so pri obleganju Plataj leta 429 pr. n. št. uporabljali oblegovalne ovne, toda zdi se, da so Grki svojo uporabo omejili na jurišne lestve, čeprav so peloponeške sile uporabljale nekaj, kar spominja na ognjene stolpe.
Prvo sredozemsko ljudstvo, ki je uporabljalo napredne oblegovalne naprave, so bili Kartažani, ki so uporabljali oblegovalne stolpe in ovne v bojih proti grškim kolonijam na Siciliji. Te naprave so vplivale na vladarja Sirakuz, Dionizija I., ki je leta 399 pr. n. št. razvil katapult.
Prva dva vladarja, ki sta v veliki meri uporabila oblegovalne naprave, sta bila Filip II. Makedonski in Aleksander Veliki. Njihove velike naprave so spodbudile evolucijo, ki je vodila do impresivnih strojev, kot je Demetrija Poliorceta helepolis iz leta 304 pr. n. št.: devet nadstropij je visok in okovan z železom, visok je bil 40 m in 21 m širok, težek 180 t. Najbolj uporabljene naprave so bili preprosti udarni ovni, ki so jih poganjali na več domiselnih načinov, ki so napadalcem omogočali doseganje obzidja ali jarkov z določeno stopnjo varnosti. Za morsko obleganje ali bitke so uporabljali naprave, podobne gugalnici (sambykē ali sambuca). To so bile orjaške lestve, s tečaji in držalom pritrjene na osnovnem mehanizmu, ki so se uporabljale za prenos marincev na obzidje obalnih mest. Običajno so bile nameščene na dveh ali več privezanih ladjah, nekaj sambykē pa je imelo na vrhu ščite, da bi plezalce zaščitili pred puščicami. Druge zgibne naprave so bile uporabljene za zaseg sovražnikove opreme ali celo nasprotne vojake s posebnimi dodatki, ki so verjetno predniki rimskega corvusa. Drugo orožje je spuščalo velike uteži na nasprotne vojake.
Rimljani so raje napadli sovražna obzidja z gradnjo zemeljskih klančin (agger) ali preprosto skaliranjem zidov, kot pri zgodnjem obleganju samnitskega mesta Silvium (306 pr. n. št.). Vojaki, ki so delali na klančinah, so bili zaščiteni z zakloni, imenovanimi vineae, ki so bila urejena tako, da so oblikovala dolg hodnik. Konveksni pleteni zakloni so bili uporabljeni za oblikovanje zaščite (plutei) za zaščito sprednjega dela hodnika med gradnjo klančine. Druga rimska oblegovalna naprava je včasih spominjala na grško želvo za polnjenje jarkov, imenovano musculus ('mišica'). Široko razširjeni so bili tudi ovni za razbijanje. Rimske legije so prvič uporabile oblegovalne stolpe okoli leta 200 pred našim štetjem; v 1. stoletju pred našim štetjem je Julij Cezar opravil obleganje Uxellodunuma (utrdba ali oppidum iz železne dobe nad reko Dordogne blizu sodobne francoske vasi Vayrac v departmaju Lot) v Galiji z uporabo desetnadstropnega oblegovalnega stolpa. Rimljani so bili skoraj vedno uspešni v obleganju mest ali utrdb zaradi svoje vztrajnosti, moči svojih sil, taktike in oblegovalnih naprav.
Prvi dokumentirani pojav starodavnih oblegovalnih izstrelkov v Evropi so bili gastraphetes, nekakšen velik samostrel. Ti so bili nameščeni na lesenih okvirjih. Večje naprave so prisilile uvedbo jermenic za nalaganje izstrelkov, ki so se razširili tudi na kamenje. Kasneje so se pojavili torzijske naprave za obleganje, ki so temeljile na vretenih vzmeti. Onager je bil glavni rimski izum na tem področju.

### Antična Kitajska
Najstarejša dokumentirana pojava antičnih oblegovalno-topniških naprav na Kitajskem sta bila vlečni katapult in 8-metrski oblegovalni samostrel, mohistično besedilo, ki so ga med 4. do 3. stoletjem pred našim štetjem napisali privrženci Mozija, ki je med pozno pomladanskim in jesenskim obdobjem in zgodnjim obdobjem vojskujočih držav ustanovil Mohistično šolo misli. Veliko tistega, kar danes poznamo o oblegovalni tehnologiji, je prišlo iz Mo Jingovih knjig 14 in 15 (poglavja 52 do 71). Zapisano in ohranjeno na bambusovih trakovih je večji del besedila na žalost izredno poškodovano. Vendar pa je kljub močni razdrobljenosti mohistična prizadevnost in pozornost do podrobnosti, ki je Mo Jinga ločilo od drugih del, zagotovila, da so zelo opisni detajli delovanja mehanskih naprav, kot so nebeške lestve, vrteči se samostreli in usmerjeni katapulti, zapisi oblegovalnih tehnik in uporaba oblegovalnega orožja je še danes mogoče najti.

## Srednjeveške oblegovalne naprave
Srednjeveški modeli vključujejo veliko število katapultov, kot so mangonel, onager, balista, vlečni tribok (prvič zasnovan na Kitajskem v 3. stoletju pr. n. št. in v Evropo prinesen v 4. stoletju našega štetja) in tribok s protiutežjo (prvi ga je opisal Mardi bin Ali al-Tarsusi v 12. stoletju, čeprav neznanega izvora). Ti stroji so uporabili mehansko energijo za metanje velikih projektilov, da so podrli kamnite zidove. Uporabljena sta bila tudi udarni oven in oblegovalni stolp, leseni stolp na kolesih, ki je napadalcem omogočil, da so se povzpeli navzgor in čez grajske zidove, hkrati pa so bili nekoliko zaščiteni pred sovražnimi streli.
Značilen vojaški spopad v srednjem veku je bil obleganje nasprotnikovega gradu. Če so se pravilno branili, so se lahko odločili ali bodo napadali na grad neposredno ali izstradali ljudi z blokiranjem dostavljanja hrane ali pa uporabili bojne stroje, posebej zasnovane za uničenje ali izogibanje obrambe. Vojaki v obrambi so tudi uporabljali triboke in katapulte kot obrambno prednost.
Druge taktike so vključevale netenje požarov ob grajskih zidovih, da bi razkrojili cement, ki je vezal posamezne kamne, da bi jih bilo mogoče zlahka podreti. Drugo posredno sredstvo je bila praksa rudarjenja, pri katerem so pod obzidje izkopali predore, da so oslabili temelje in jih uničili. Tretja taktika je bila katapultiranje obolelih živali ali človeških trupel čez obzidje, da bi spodbudili bolezen, ki bi prisilila branilce k predaji (zgodnja oblika biološkega bojevanja).

## Sodobne oblegovalne naprave
S pojavom smodnika se je razvilo strelno orožje, kot sta arkebuza in top - sčasoma petarda, možnar in artilerija. To orožje se je izkazalo za tako učinkovito, da so morale utrdbe, ali mestno obzidje, biti nizko in debelo, kot kažejo Vaubanovi modeli.
Razvoj specializiranega oblegovalnega topništva, ločenega od terenskega topništva, je prišlo do vrhunca med prvo in drugo svetovno vojno. Med prvo svetovno vojno je bilo zasnovanih veliko oblegovalnih orožij, kot je Debela Berta, da bi jih uporabili proti sodobnim trdnjavam tedanjega časa. Vrh oblegovalnega topništva je bil dosežen z nemškim topom Schwerer Gustav, ogromen železniški top kalibra 800 mm, ki je bil zgrajen med drugo svetovno vojno. Schwerer Gustav je bil prvotno namenjen uporabi za preboj utrdb francoske Maginotove linije, vendar ni bil pravočasno dokončan in (kot znak časa) so Maginotovo linijo zaobšli s hitrimi mehaniziranimi silami, namesto da bi jo zlomili v napadu. Dolg čas, ki je bil potreben za razmestitev in premikanje sodobnih oblegovalnih orožij, jih je naredilo ranljive za zračni napad, prav tako pa jih je naredilo neprimerne za hitra gibanja čet sodobnega bojevanja.